# Juan Carlos Onetti

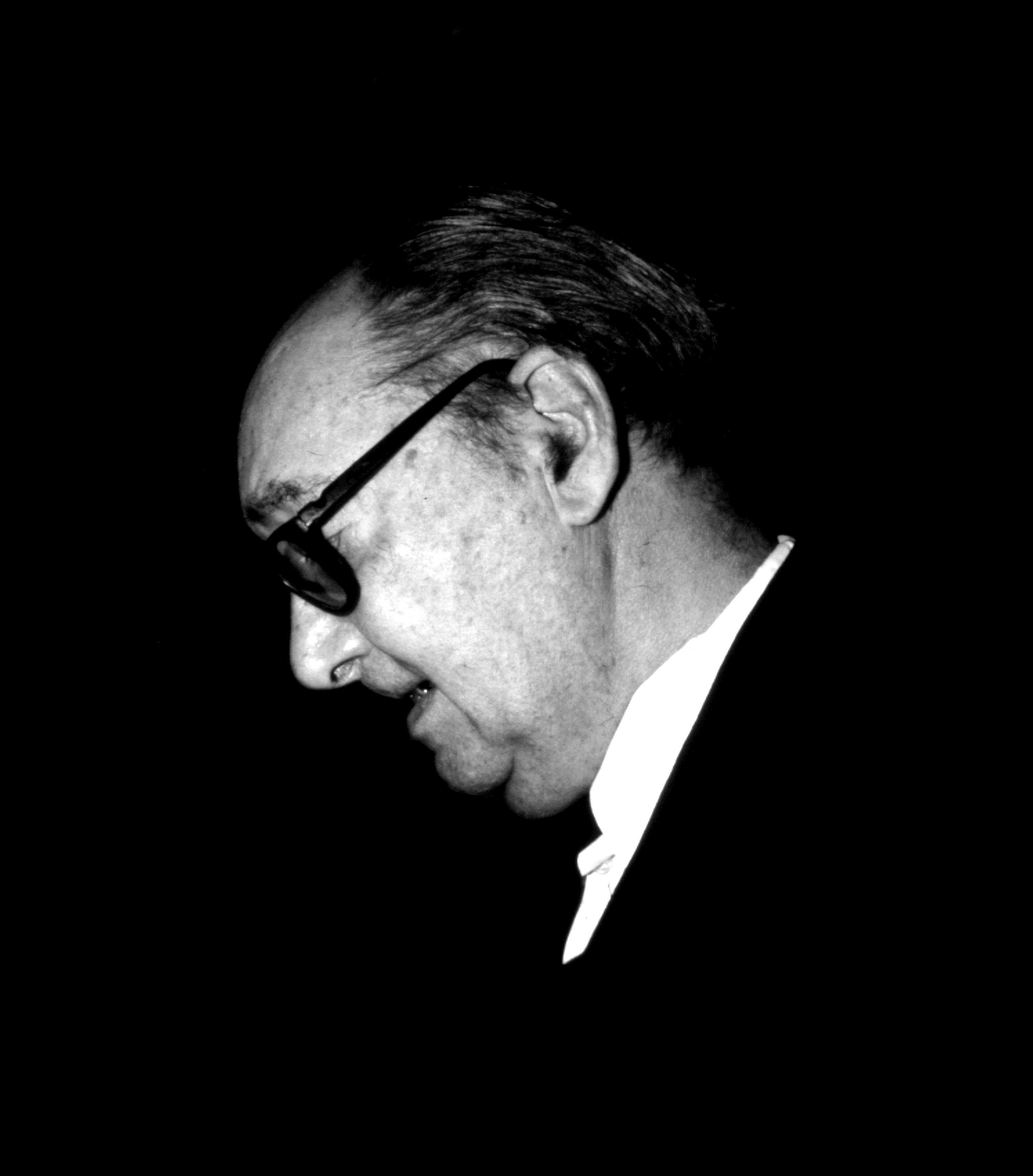
Juan Carlos Onetti (1981)

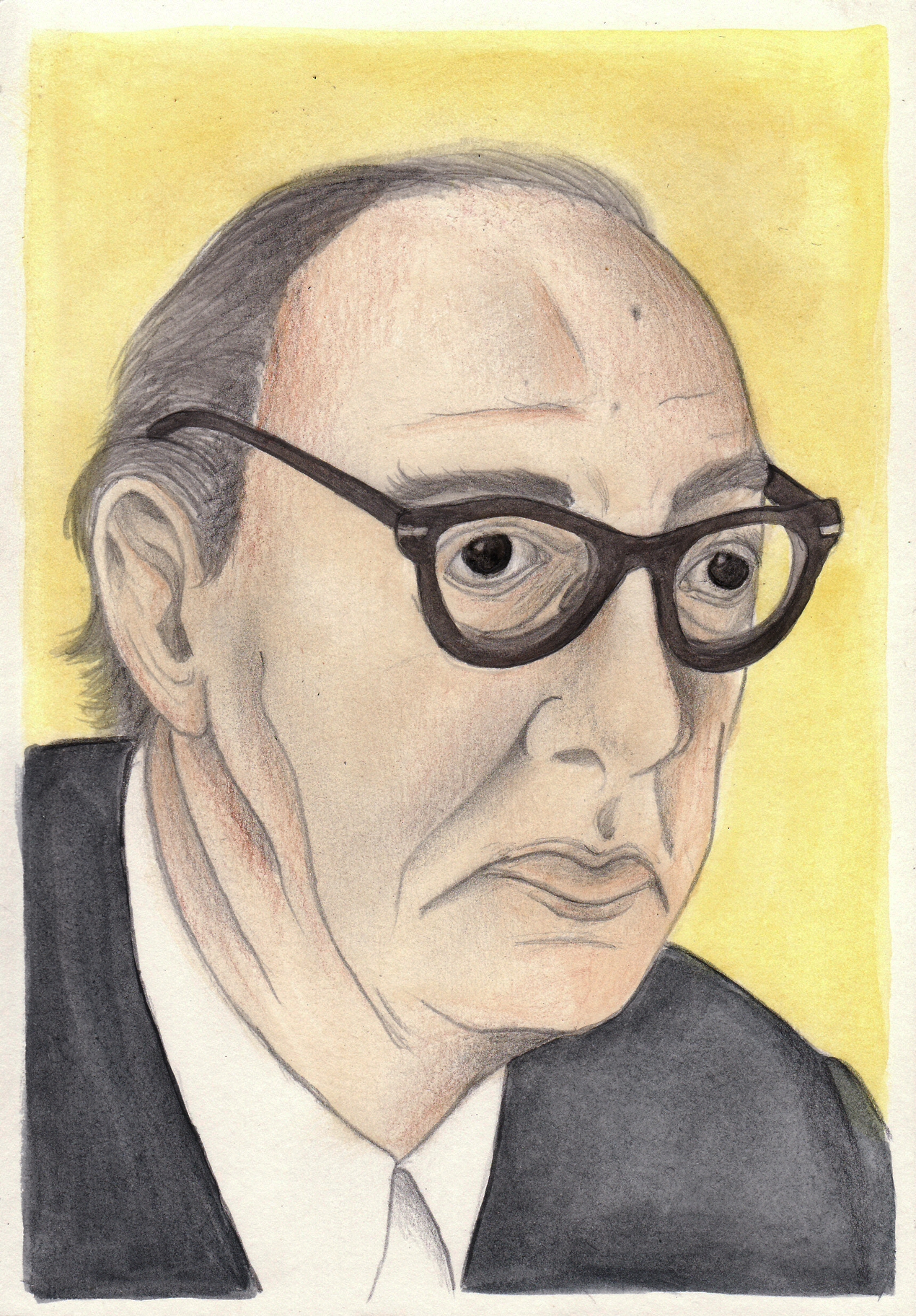
Portret van Onetti

Juan Carlos Onetti (Montevideo, Uruguay, 1 juli 1909 – Madrid, Spanje, 30 mei 1994) was een Uruguayaans schrijver.

## Jonge jaren
Juan Carlos Onetti was de zoon van Carlos Onetti en Honoria Borges. Hij had een oudere broer Raúl en een jongere zus Raquel. In 1930 trouwt hij met zijn nichtje María Amalia Onetti, in datzelfde jaar verhuizen ze naar Buenos Aires. Op 16 juni 1931 wordt hun eerste kind geboren; Jorge Onetti Onetti Borges. In 1933 scheidt het paar en een jaar later trouwt Onetti opnieuw, nu met zijn andere nichtje María Julia Onetti, waarna hij terugkeert naar Montevideo.

## Carrière
Onetti, dan werkzaam als journalist, publiceert zijn eerste verhaal in 1933 in het Argentijnse La Prensa: Avenida de Mayo-Diagonal-Avenida de Mayo. Het is een modern stadsverhaal, geheel buiten de traditie van de romantische gaucho-literatuur. Vervolgens publiceert hij nog enkele korte verhalen in de krant La Nación in Buenos Aires, zoals El obstáculo en El posible Baldi. Ook schrijft hij langer werk, zoals de onvoltooid gebleven roman Tiempo de abrazar, die pas in 1974 zal verschijnen, en het lange verhaal El Pozo (De put). Bij verschijning, in 1939, trok de novelle weinig aandacht; het duurde jaren voordat de oplage van 500 stuks was uitverkocht van dit boek, dat nochtans zeer invloedrijk zou blijken en door Mario Vargas Llosa later werd genoemd als 'het begin van de moderne Latijns-Amerikaanse roman'. In 1950 verschijnt La vida breve (Het korte leven), de roman die Onetti zelf beschouwde als zijn meest ambitieuze. Het boek speelt zich voor een deel af in Santa Maria, een fictief stadje, dat enkele jaren eerder voor het eerst opdook in verhalen en hier als vluchtplaats fungeert voor de hoofdpersoon, Brausen. Santa Maria speelt daarna een dominante rol in het oeuvre van Onetti, in romans als Juntacadaveres, (De lijkenverzamelaar) waarin Larsen, de hoofdpersoon, een bordeel sticht en in El astillero (De werf) waarin dezelfde Larsen het tij tracht te keren voor een ten ondergang gedoemde scheepswerf. Ook zijn beide laatste romans, Dejemos hablar al viento (Laat de wind maar spreken) uit 1979 en Cuando ya no importe (niet vertaald, Als het er al niet meer toe doet, 1993) hebben als decor Santa Maria, dat Onetti modelleerde, zoals hij eens verklaarde, naar een stadje ten noorden van Buenos Aires 'waar hij een middag gelukkig was geweest'. 
Zijn laatste boeken schrijft Onetti in Madrid, waar hij in 1975 zijn toevlucht heeft gezocht, nadat hij in 1973 op last van de militaire dictatuur in Uruguay drie maanden in de gevangenis had doorgebracht. Als directeur van de nationale bibliotheek had hij zitting in een literaire jury die een verhaal bekroonde dat de militairen onwelgevallig was. In Spanje wordt hij al snel (1980) onderscheiden met de Cervantesprijs, die toen nog maar net was ingesteld. Nadat in Uruguay weer een burgerregering is geïnstalleerd wordt hij uitgenodigd terug te keren, maar dat weigert Onetti. In 1985 ontvangt hij de Uruguayaanse literatuurprijs.

## Werk
- El pozo, 1939; De put en andere verhalen, vert. Maarten Steenmeijer (Meulenhoff, 1987).
- Tierra de nadi (Meulenhoff, 1987).e, 1941.
- Para esta noche, 1943.
- La vida breve, 1950; Het korte leven, vert. Marjolein Sabarte Belacortu (Meulenhoff, 2006).
- Los adioses, 1954; Afscheid, vert. Arie van der Wal (Kievenaar, 2021).
- Para una tumba sin nombre, 1959.
- La cara de la desgracia, 1960.
- El astillero, 1961; De werf, vert. Barber van de Pol (Meulenhoff, 1978).
- El infierno tan temido y otros cuentos, 1962.
- Juntacadáveres, 1964.
- La muerte y la niña, 1973; De dood en het meisje, vert. Maarten Steenmeijer (Kievenaar, 2022)..
- Tiempo de abrazar, 1974.
- Dejemos hablar al viento, 1979; Laat de wind maar spreken, vert. Mieke Westra (Meulenhoff, 1983).
- Presencia y otros cuentos, 1986.
- Cuando entonces, 1987.
- Cuando ya no importe, 1993.

- autores.uy: 508
- Bibsys: 90154662
- Biblioteca Nacional de Chile: 000038378
- Biblioteca Nacional de España: XX966631
- Bibliothèque nationale de France: cb119181546 (data)
- Catàleg d'autoritats de noms i títols de Catalunya: 981058511952806706
- CiNii: DA00047489
- Digitale Bibliotheek voor de Nederlandse Letteren: onet001
- Gemeinsame Normdatei: 118590022
- International Standard Name Identifier: 0000 0001 2129 6427
- Library of Congress Control Number: n78095350
- Nationale Bibliotheek van Letland: 000200135
- Bibliotheek van het Japanse parlement: 00451781
- Nationale Bibliotheek van Tsjechië: jn20000720213
- Nationale bibliotheek van Australië: 35399077
- Nationale Bibliotheek van Israël: 987007310026005171
- Nationale Bibliotheek van Polen: a0000001209124
- Nationale en Universitaire bibliotheek Zagreb: 000181356
- Nederlandse Thesaurus van Auteursnamen: 069290113
- Réseau des bibliothèques de Suisse occidentale: 02-A003656314
- Istituto Centrale per il Catalogo Unico: RAVV029569
- LIBRIS: 219158
- SNAC: w6kp871c
- Système universitaire de documentation: 027053075
- Trove: 939043
- Virtual International Authority File: 41844581
- WorldCat: E39PCjy8DW7qQMdtyTkjxvwP73